# ロナン・パーク
ロナン・パーク（Ronan David Parke, 1998年8月8日)は、イギリス・ノーフォーク・ポーリングランド出身の歌手。

## 来歴
ロナンはノーフォーク、ポーリングランドで母マギー・パークと父トレヴァー・パークの間に生まれた。2歳年上の兄がいる。家族はNorwich City F.C.のフットボールマネージャーであるブライアン・ガンの家族と仲がよく、彼の娘がロナンのブリテンズ・ゴット・タレントへの出場の後押しをした。番組へ応募する前に自信をつけるため、地元でボイストレーニングを受けた。Framingham Earl High Schoolに通う。お気に入りの歌手はレディー・ガガとビヨンセ 。

### ブリテンズ・ゴット・タレント
2011年、イギリスのテレビ局ITVの番組ブリテンズ・ゴット・タレント第5シリーズのオーディションにロンドンで参加。予選では「Feeling good」を歌い、審査員アマンダ・ホールデン、マイケル・マッキンタイア、ルイ・ウォルシュと2500人近くの観客からスタンディングオベーションを受けた。準決勝ではボブ・ディランの「Make You Feel My Love」を、決勝戦ではケリー・クラークソンの「Because of You」を披露し、サイモン・コーウェルを含む審査員全員から高い評価を受けた。多くの観衆や視聴者もロナンの優勝を予想していたが、結果はジャイ・マクドウォールに僅差で敗れ準優勝であった。
しかし、番組終了後、彼はソニーミュージックとレコード契約を結んだと報じられた。

### デビューアルバム
2011年7月28日、ロナンはレディー・ガガの｢The Edge of Glory｣をアコースティック調にカバーし、ユーチューブ上で公開した。その後もボブ・ディランの「Make You Feel My Love」やクリスティーナ・ペリーの｢Jar of Hearts｣などのカバーを公開し、フェイスブック上でバネッサ・カールトンの「A Thousand Miles」のカバーが、アルバムからのデビューシングルとして2011年9月14日に発売されると発表。ミュージックビデオが2011年9月2日に公開され、2011年10月24日には彼のデビューアルバム、「Ronan Parke」がリリースされた。

### その後
2012年5月3日、エピック・レコードとサイモン・コーウェルのレコードレーベルSyco Entertainmentから、デビューアルバムの売り上げ不振が原因で契約を解除されたと報道された。これについてスポークスマンは「契約を解除されたわけではなく、方向性の違いを理由にロナンがソニーを去ることにした。」と説明した。
その後ADR Managementと契約し、2012年夏にはニューシングルを発売する予定である。

## ディスコグラフィー

### アルバム
| タイトル    | 詳細                                                                                      | チャート最高順位 | チャート最高順位 |
| タイトル    | 詳細                                                                                      | UK               | IRL              |
| ----------- | ----------------------------------------------------------------------------------------- | ---------------- | ---------------- |
| Ronan Parke | - 発売日: 2011年8月24日 - レーベル: Syco Music - フォーマット: CD, デジタル・ダウンロード | 22               | —                |

### シングル
| 年   | シングル           | 最高チャート順位 | 最高チャート順位 | 最高チャート順位 | アルバム    |
| 年   | シングル           | UK               | IRL              | SCO              | アルバム    |
| ---- | ------------------ | ---------------- | ---------------- | ---------------- | ----------- |
| 2011 | "A Thousand Miles" | —                | —                | —                | Ronan Parke |

### ミュージック ビデオ
| Year | Song               | Director |
| ---- | ------------------ | -------- |
| 2011 | "A Thousand Miles" |          |

## 参照
1. ↑  “ITV - Britain's Got Talent”
2. ↑  “Ronan Parke - Bio”. 2011年10月15日時点のオリジナルよりアーカイブ。2011年12月11日閲覧。
3. ↑  BGT’s Ronan Parke is Laddie GagaTHE SUN 02 May 2011
4. ↑  Norfolk’s Ronan Parke pipped to the post in Britain’s Got Talent finalNorwich Evening news14 June 5, 2011
5. ↑  Gordon Smart (2011年7月7日). “The dawn of the Ronan empire”. The Sun May 3 2012
6. ↑  BRITISH JUSTIN BIEBER LOOK-ALIKE RONAN PARKE PERFORMS LADY GAGA’S ‘THE EDGE OF GLORY’Pop Crush August 3, 2011
7. ↑  amazon.co.uk
8. ↑  Britain's Got Talent' Ronan Parke 'dropped by Epic Digital Spy May 3 2012
9. ↑  Sam Kelly: Britain's Got Talent finalist to 'pay back' fans BBC News 19 May 2012